# 集體談判

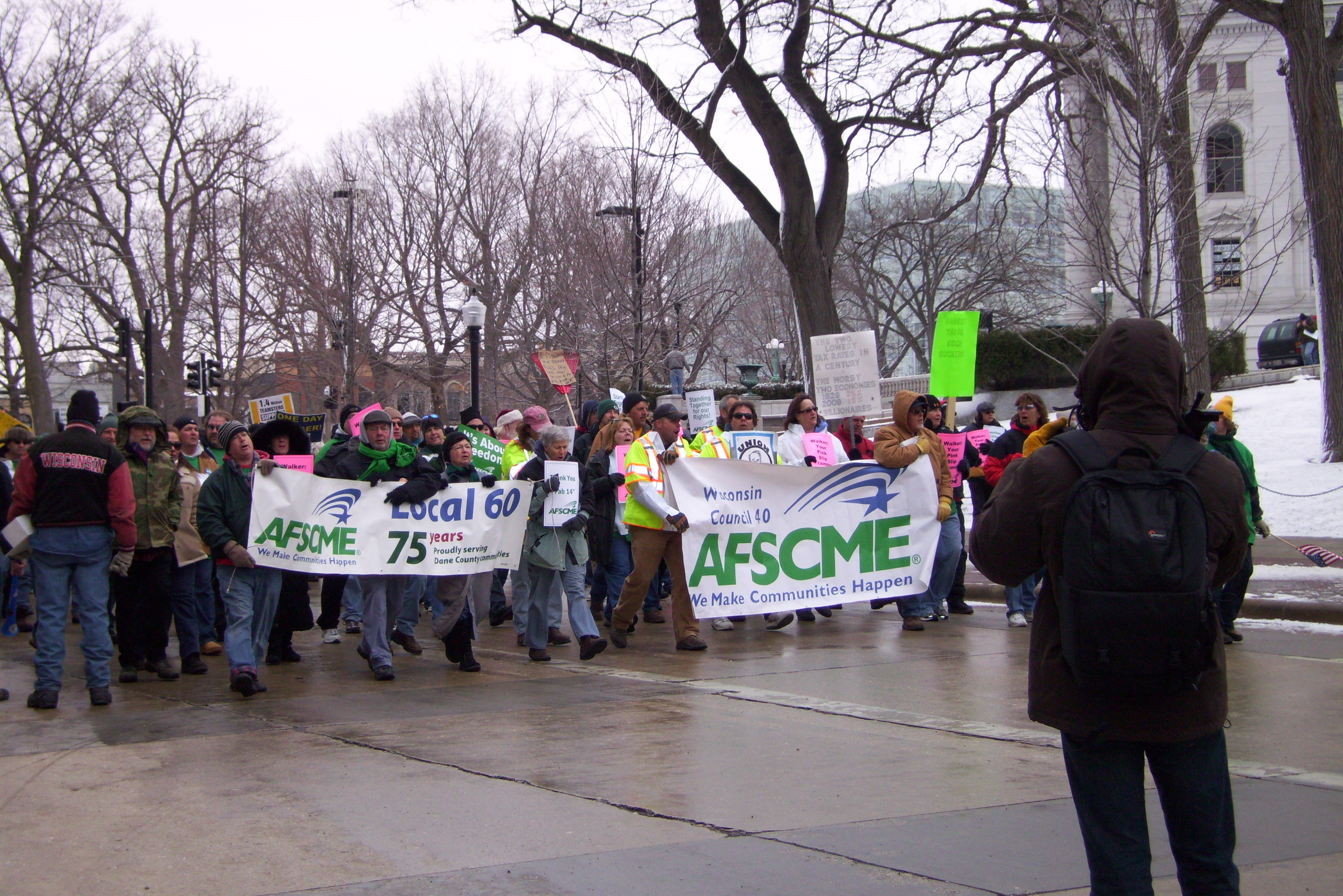
美國公務員要求集體談判權的抗議

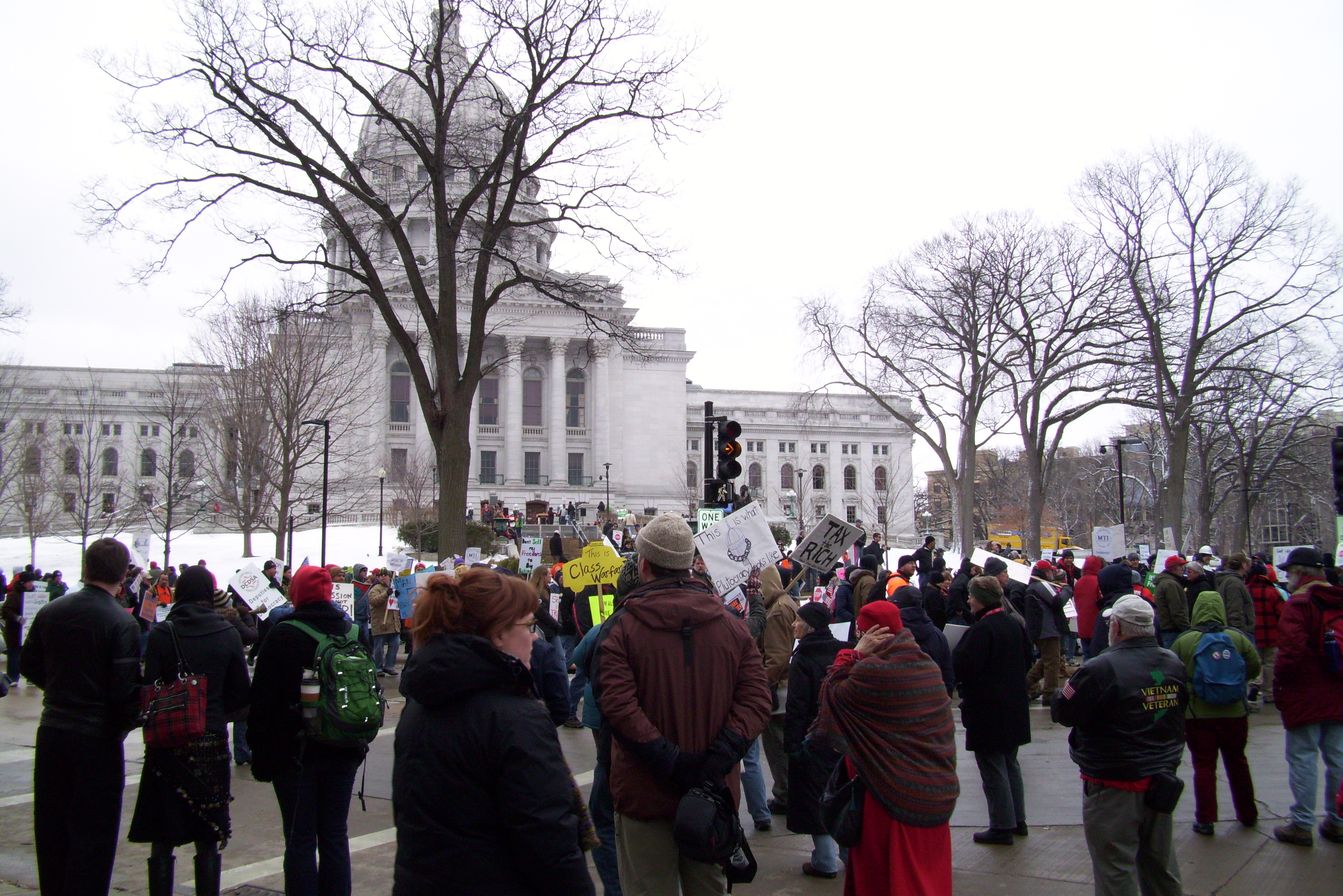
美國威斯康辛州立法限制集體談判權時的抗議

集體談判是指勞方集體性地透過工會，與資方談判僱傭條件，而資方必須參与，而談判結果具有法律約束力。其目的是希望勞資雙方能夠在一個較平等的情況下訂立僱傭條件，以保障勞方應有的權益。而集體談判權就是一些國家及地區賦予勞工的一種權利。

## 各地情況

### 香港
在香港英治末期，英國殖民香港時期英方恐怕工會權力日增，損害英資在港利益所以一直不承認集體談判權，香港立法局於1997年6月26日通過由職工盟秘書長李卓人提交的《僱員代表權、諮詢權及集體談判權條例》（簡稱《集體談判權條例》）及多條與勞工權益有關的私人條例草案。條例當中提及，集體談判權安排適用於五十名僱員以上企業，同時工會在企業內會員人數需超過僱員人數15%及取得逾五成僱員的授權，才可獲得集體談判權。惟香港主權移交16日後，條例卻被臨時立法會凍結，到10月29日正式廢除，聲稱代表工人的工聯會當時亦有份推翻條例。

### 台灣
在《勞動基準法》中定義了勞資會議及團體協約等勞資協商方式，並另行訂立《勞資會議實施辦法》及《團體協約法》

#### 團體協約
團體協約是公司與依法成立之工會之間，以約定勞動關係及相關事項為目的所簽訂之書面契約。

#### 勞資會議
勞資會議由勞資勞資雙方同數代表組成。

### 澳洲
澳洲聯邦政府早在1904年，即澳洲聯邦成立後第3年，設立一個獨立的勞資仲裁機關。這個機關以法庭的形式運作，其主席和成員都是澳洲聯邦最高法院的法官。這個法庭獲賦予司法權力，可處理工業關係法例以內的民事和刑事案件。由於澳洲人普遍帶有非常強烈的平等原則意識，隨後，很多該國的政治領袖都不敢削弱或廢除這個仲裁機關。所有嘗試削弱或廢除這個保障工人權益的機構的總理，都相繼被選民唾棄，其後更被逐出政壇。
隨後，這個仲裁法庭的角色轉變，其權力被更清楚地介定，司法方面的權力被除去。但基本上，這個仲裁機關的職責包括有：
- 有權設定最低工資（至2006年終止）、最高工時和最低工作環境；
- 有權查證集體談判達成的協議；
- 與工會設立註冊機制[13]；
- 有權處理工會與工會之間的分界爭拗；
- 有權處理不公平解僱、裁員個案；[14]